# Renny Simisterra
Renny Simisterra (n. Machala, Ecuador; 10 de diciembre de 1997) es un futbolista ecuatoriano. Juega de delantero y su equipo actual es Mushuc Runa Sporting Club de la Serie A de Ecuador.

## Estadísticas

### Clubes
| Club                            | Div.          | Temporada     | Liga  | Liga  | Copas nacionales | Copas nacionales | Torneos internacionales | Torneos internacionales | Total | Total |
| Club                            | Div.          | Temporada     | Part. | Goles | Part.            | Goles            | Part.                   | Goles                   | Part. | Goles |
| ------------------------------- | ------------- | ------------- | ----- | ----- | ---------------- | ---------------- | ----------------------- | ----------------------- | ----- | ----- |
| Deportivo Cuenca · Ecuador      | 1.ª           | 2015          | 1     | 0     | —                | —                | —                       | —                       | 1     | 0     |
| Deportivo Cuenca · Ecuador      | 1.ª           | 2016          | 1     | 0     | —                | —                | —                       | —                       | 1     | 0     |
| Deportivo Cuenca · Ecuador      | 1.ª           | 2017          | 0     | 0     | —                | —                | —                       | —                       | 0     | 0     |
| Deportivo Cuenca · Ecuador      | 1.ª           | 2018          | 2     | 0     | —                | —                | —                       | —                       | 2     | 0     |
| Azogues S. C. · Ecuador         | 3.ª           | 2018          | 11    | 9     | —                | —                | —                       | —                       | 11    | 9     |
| Azogues S. C. · Ecuador         | Total club    | Total club    | 11    | 9     | 0                | 0                | 0                       | 0                       | 11    | 9     |
| Deportivo Cuenca · Ecuador      | 1.ª           | 2019          | 2     | 0     | —                | —                | —                       | —                       | 2     | 0     |
| Deportivo Cuenca · Ecuador      | Total club    | Total club    | 6     | 0     | 0                | 0                | 0                       | 0                       | 6     | 0     |
| Cuenca F. C. · Ecuador          | 3.ª           | 2019          | 11    | 2     | —                | —                | —                       | —                       | 11    | 2     |
| Cuenca F. C. · Ecuador          | Total club    | Total club    | 11    | 2     | 0                | 0                | 0                       | 0                       | 11    | 2     |
| C. D. La Paz · Ecuador          | 3.ª           | 2020          | 10    | 6     | —                | —                | —                       | —                       | 10    | 6     |
| C. D. La Paz · Ecuador          | Total club    | Total club    | 10    | 6     | 0                | 0                | 0                       | 0                       | 10    | 6     |
| Independiente Juniors · Ecuador | 2.ª           | 2021          | 29    | 11    | —                | —                | —                       | —                       | 29    | 11    |
| Independiente Juniors · Ecuador | Total club    | Total club    | 29    | 11    | 0                | 0                | 0                       | 0                       | 29    | 11    |
| Deportivo Táchira · Venezuela   | 1.ª           | 2022          | 28    | 5     | —                | —                | 10                      | 2                       | 38    | 7     |
| Deportivo Táchira · Venezuela   | Total club    | Total club    | 28    | 5     | 0                | 0                | 10                      | 2                       | 38    | 7     |
| Libertad F. C. · Ecuador        | 1.ª           | 2023          | 28    | 7     | —                | —                | —                       | —                       | 28    | 7     |
| Libertad F. C. · Ecuador        | Total club    | Total club    | 28    | 7     | 0                | 0                | 0                       | 0                       | 28    | 7     |
| Deportivo Garcilaso · Perú      | 1.ª           | 2024          | 8     | 1     | —                | —                | 2                       | 0                       | 10    | 1     |
| Deportivo Garcilaso · Perú      | Total club    | Total club    | 8     | 1     | 0                | 0                | 2                       | 0                       | 10    | 1     |
| Aurora · Bolivia                | 1.ª           | 2024          | 26    | 3     | —                | —                | —                       | —                       | 26    | 3     |
| Aurora · Bolivia                | Total club    | Total club    | 26    | 3     | 0                | 0                | 0                       | 0                       | 26    | 3     |
| Mushuc Runa · Ecuador           | 1.ª           | 2025          | 19    | 0     | 0                | 0                | 7                       | 2                       | 26    | 2     |
| Mushuc Runa · Ecuador           | Total club    | Total club    | 19    | 0     | 0                | 0                | 7                       | 2                       | 26    | 2     |
| Total carrera                   | Total carrera | Total carrera | 176   | 44    | 0                | 0                | 19                      | 4                       | 195   | 48    |
| 1. 2.                           |               |               |       |       |                  |                  |                         |                         |       |       |